# Sterculia pinbienensis
Sterculia pinbienensis är en malvaväxtart som beskrevs av Tsai och Mao. Sterculia pinbienensis ingår i släktet Sterculia och familjen malvaväxter. Inga underarter finns listade i Catalogue of Life.